# Takovita
La takovita és un mineral de la classe dels carbonats, que pertany al grup de la hidrotalcita. Rep el seu nom de la localitat de Takovo, a Sèrbia, on va ser descoberta.

## Característiques
La takovita és un carbonat de fórmula química Ni₆Al₂(OH)16[CO₃]·4H₂O. Cristal·litza en el sistema trigonal. La seva duresa a l'escala de Mohs és 2.
Segons la classificació de Nickel-Strunz, la takovita pertany a «05.DA: Carbonats amb anions addicionals, amb H₂O, amb cations de mida mitjana» juntament amb els següents minerals: dypingita, hidromagnesita, giorgiosita, widgiemoolthalita, artinita, indigirita, clorartinita, otwayita, zaratita, kambaldaïta, cal·laghanita, claraïta, hidroscarbroïta, scarbroïta, caresita, quintinita, charmarita, stichtita-2H, brugnatel·lita, clormagaluminita, hidrotalcita-2H, piroaurita-2H, zaccagnaïta, comblainita, desautelsita, hidrotalcita, piroaurita, reevesita, stichtita i coalingita.

## Formació i jaciments
Va ser descoberta a la localitat de Takovo, a Gornji Milanovac, pertanyent al districte de Moravica, Sèrbia.